# Min'na nōmaru
Min'na nōmaru (みんなノーマル?) è il terzo mini-album di Gesu no Kiwami Otome e il primo album per una major, pubblicato il 2 aprile 2014 con l'etichetta unBORDE all'interno di Warner Music Japan.

## Produzione e background
Durante la produzione della canzone Nōmaruatama (ノーマルアタマ?), il cantante e autore Enon Kawatani ha scelto il nome dell'album e ha creato una canzone incentrata sul testo Min'na nōmaru. Kawatani si è ispirato per scrivere la canzone alle persone che si considerano normali e che in realtà sono le più anormali.
L'artista Nobumi Fukui, che aveva lavorato con Gesu no Kiwami Otome per le illustrazioni della copertina, ha creato l'intero libretto e la copertina di Min'na nōmaru.
Parareru Supekku (パラレルスペック?) è stato pubblicato come singolo promozionale il 19 marzo 2014. È stato reso disponibile per l'acquisto come download digitale ed è stato pubblicato un video musicale per la canzone. Il brano ダビングシーン (Dabingushīn?) di indigo la End è stato pubblicato contemporaneamente a Parareru Supekku.
Il 2 maggio è stato pubblicato il video musicale del secondo brano promozionale dell'album, Nōmaruatama. Il video, diretto, come per Parareru Supekku, da Takuro Okubo, è il primo del gruppo a contenere una routine di ballo.
Dal 21 maggio, Parareru Supekku è stato utilizzato negli spot pubblicitari per promuovere la rivista Antenna.

## Accoglienza
L'accoglienza della critica nei confronti di Min'na nōmaru è stata positiva. Sayako Oku di Skream! ha notato il "senso pop esplosivo" di questo disco, eccezionale nella scena rock giapponese, e ha ritenuto che gli arrangiamenti delle canzoni fossero "abilmente manipolati". CDJournal ha ritenuto che il disco si basasse sul loro suono già "misterioso" e ha lodato gli aspetti che attirano l'attenzione e che "ha iniziato a premere con decisione sui punti di forza". CDJournal ha elogiato in particolare le abilità di Chan Mari alla tastiera.
Miki Ueno di Rockin' On ha notato i ritmi comici e il senso di libertà dei testi, ritenendo che mescolino bene ironia, colloquialismi e un "senso musicale intellettuale". L'autrice ha notato la "bellissima melodia" di Parareru Supekku, che è stata adagiata su un arrangiamento di danza "in stile Gesu", mentre Nobuaki Onuki di What's In? ha elogiato Parareru Supekku per la sua "visione del mondo particolare, complessa ma relazionabile" e per la sua natura coinvolgente. Onuki ha elogiato la voce di Kawatani in Sakana no Kokoro come "struggente" e ha raccomandato Shimin Yarō per il suo "incredibile affiatamento".
Nel marzo 2015, Gesu no Kiwami Otome ha ricevuto il premio come miglior artista nella settima edizione dei CD Shop Awards, grazie a Min'na nōmaru e al loro album di debutto Miryoku ga Sugoi yo.
L'album ha debuttato alla posizione numero undici della classifica degli album di Oricon dopo aver venduto 11.000 copie, mentre l'agenzia di monitoraggio delle vendite rivale SoundScan Japan ha rilevato 12.000 copie fisiche vendute nello stesso periodo. Sebbene sia sceso rapidamente dalla top 20, l'album ha avuto una vita lunga nella classifica di Oricon, trascorrendo otto settimane nella top 100 e altre trenta settimane nella top 300 tra la data di uscita e il luglio 2015, vendendo un totale di 37.000 copie in questo periodo.

## Tracce
Testi e musiche di Enon Kawatani.
1. Parareru Supekku (パラレルスペック?) – 4:33
2. サカナの心 (Sakana no kokoro?) – 3:43
3. 市民野郎 (Shimin yarō?) – 3:26
4. Nōmaruatama (ノーマルアタマ?) – 3:57
5. song3 – 3:05
6. ユレルカレル (Yurerukareru?) – 4:39

## Classifiche
| Classifica                          | Posizione massima |
| ----------------------------------- | ----------------- |
| Oricon Japan classifica settimanale | 11                |
| Oricon Japan classifica mensile     | 34                |

### Vendite
| Classifica             | Totale |
| ---------------------- | ------ |
| Vendite fisiche Oricon | 37.000 |